# Florida (Honduras)
Florida è un comune dell'Honduras facente parte del dipartimento di Copán.
Il comune è stato istituito nel 1884.